# Championnat du Burkina Faso de football 2013
Navigation
Saison précédente Saison suivante
La saison 2013 du Championnat du Burkina Faso de football est la cinquante-et-unième édition de la première division au Burkina Faso, organisée sous forme de poule unique, le Championnat National, où toutes les équipes se rencontrent deux fois au cours de la saison. En fin de saison, les deux derniers du classement sont relégués et remplacés par les deux meilleures formations de deuxième division.
C'est le quadruple tenant du titre, l'ASFA Yennenga qui remporte à nouveau la compétition cette saison après avoir terminé en tête du classement final, avec onze points d'avance sur Santos FC et dix-sept sur le Racing Club de Bobo. C'est le treizième titre de champion du Burkina Faso de l'histoire du club, qui réussit le doublé en s'imposant face à l'AS SONABEL en finale de la Coupe du Burkina Faso.

## Qualifications continentales
Deux places en compétitions continentales sont réservées aux clubs burkinabés : le champion se qualifie pour la Ligue des champions de la CAF 2014 tandis que le vainqueur de la Coupe du Burkina Faso obtient son billet pour la Coupe de la confédération 2014.

## Les clubs participants
| - Union sportive des Forces armées - Étoile Filante de Ouagadougou - ASFA Yennenga - AS SONABEL - Racing Club de Bobo - Santos FC - Bobo Sports - Rail Club du Kadiogo | - AS Maya - US Ouagadougou - Jeunesse Club de Bobo - Promu en Championnat National - Union sportive du Yatenga - Bouloumpoukou FC - ASF Bobo-Dioulasso - Union sportive de la Comoé - Majestic de Pô SC - Promu en Championnat National |

## Compétition
Le barème de points servant à établir le classement se décompose ainsi :
- Victoire : 3 points
- Match nul : 1 point
- Défaite : 0 point

### Classement
| Rang | Équipe                           | Pts | J  | G  | N  | P  | Bp | Bc | Diff |
| ---- | -------------------------------- | --- | -- | -- | -- | -- | -- | -- | ---- |
| 1    | ASFA Yennenga'T'C                | 65  | 30 | 20 | 5  | 5  | 50 | 16 | +34  |
| 2    | Santos FC                        | 53  | 30 | 14 | 11 | 5  | 35 | 18 | +17  |
| 3    | Racing Club de Bobo              | 48  | 30 | 13 | 9  | 8  | 20 | 16 | +4   |
| 4    | Rail Club du Kadiogo             | 48  | 30 | 12 | 12 | 6  | 27 | 14 | +13  |
| 5    | Union sportive des Forces armées | 47  | 30 | 12 | 11 | 7  | 33 | 22 | +11  |
| 6    | US Ouagadougou                   | 46  | 30 | 12 | 10 | 8  | 30 | 25 | +5   |
| 7    | Étoile Filante de Ouagadougou    | 44  | 30 | 11 | 11 | 8  | 26 | 17 | +9   |
| 8    | AS SONABEL                       | 40  | 30 | 11 | 7  | 12 | 25 | 21 | +4   |
| 9    | Bobo Sports                      | 38  | 30 | 9  | 11 | 10 | 26 | 29 | -3   |
| 10   | Union sportive de la Comoé       | 37  | 30 | 8  | 13 | 9  | 27 | 31 | -4   |
| 11   | Union sportive du Yatenga        | 35  | 30 | 7  | 14 | 9  | 14 | 22 | -8   |
| 12   | Majestic SC P                    | 31  | 30 | 7  | 10 | 13 | 12 | 27 | -15  |
| 13   | ASF Bobo-Dioulasso               | 29  | 30 | 6  | 11 | 13 | 16 | 25 | -9   |
| 14   | Bouloumpoukou FC                 | 28  | 30 | 7  | 7  | 16 | 21 | 37 | -16  |
| 15   | Jeunesse Club de BoboP           | 24  | 30 | 4  | 12 | 14 | 11 | 35 | -24  |
| 16   | AS Maya                          | 23  | 30 | 3  | 14 | 13 | 18 | 36 | -18  |

|  | Qualification pour la Ligue des champions de la CAF 2014                      |
|  | Qualification pour la Coupe de la confédération 2014                          |
|  | Relégation directe en deuxième division                                       |
|  | T : Tenant du titre C : Vainqueur de la Coupe du Burkina Faso P : Promu de D2 |

## Bilan de la saison
| Championnat du Burkina Faso de football 2013 |                           |
| Champion                                     | ASFA Yennenga (13e titre) |
| Coupes et trophées                           |                           |
| Vainqueur de la Coupe du Burkina Faso 2013   | ASFA Yennenga             |
| Qualifications continentales                 |                           |
| Ligue des champions de la CAF 2014           | ASFA Yennenga             |
| Coupe de la confédération 2014               | AS SONABEL                |
| Promotions et relégations                    |                           |
| Promus en Championnat National               | US FRAN                   |
| Promus en Championnat National               | KOZAF Ouagadougou         |
| Relégués en Deuxième division                | Jeunesse Club de Bobo     |
| Relégués en Deuxième division                | AS Maya                   |